# إدوارد إيفانوف
إدوارد ايفانوف (بالروسية: Иванов, Эдуард Георгиевич)‏ هو لاعب هوكي الجليد روسي، ولد في 25 أبريل 1938 في موسكو في روسيا، وتوفي بنفس المكان في 15 يناير 2012.

## وصلات خارجية
- إدوارد إيفانوف على موقع EliteProspects.com (الإنجليزية)
- إدوارد إيفانوف على موقع Eurohockey.com (الإنجليزية)
- إدوارد إيفانوف على موقع HockeyDB.com (الإنجليزية)
- إدوارد إيفانوف على موقع أوليمبيديا (الإنجليزية)